# Merei
Merei is een Roemeense gemeente in het district Buzău.
Merei telt 6986 inwoners.